# Троицкий наслег
Троицкий наслег — сельское поселение в Олёкминском районе Якутии Российской Федерации.
Административный центр — село Троицк.

## История
Статус и границы сельского поселения установлены Законом Республики Саха (Якутия) от 30 ноября 2004 года N 173-З N 353-III «Об установлении границ и о наделении статусом городского и сельского поселений муниципальных образований Республики Саха (Якутия)».

## Население
| 2002 | 2010 | 2011 | 2012 | 2013 | 2014 | 2015 |
| ---- | ---- | ---- | ---- | ---- | ---- | ---- |
| 388  | ↘353 | →353 | ↘348 | ↘335 | ↗346 | ↘341 |
| 2016 | 2017 | 2018 | 2019 | 2020 | 2021 |      |
| ↘337 | ↗345 | ↘327 | →327 | ↘320 | ↘216 |      |

## Состав сельского поселения
| № | Населённый пункт | Тип населённого пункта       | Население |
| - | ---------------- | ---------------------------- | --------- |
| 1 | Троицк           | село, административный центр | ↘216      |

### Упразднённые населённые пункты
Бетюнг — село, упразднено Постановлением Правительства Республики Саха (Якутия) от 10 июля 1998 года № 322